# Lepidosireniformes
Lepidosireniformes es un orden de sarcopterigios o peces de aletas lobuladas caracterizados por poseer aletas pectorales y pélvicas filamentosas, sin radios; escamas pequeñas, vejiga de aire (pulmones) en número par además formas larvarias con branquias externas.